# Orthocephalus saltator
Orthocephalus saltator ist eine Wanzenart aus der Familie der Weichwanzen (Miridae).

## Merkmale
Die Wanzen werden 4,5 bis 5,6 Millimeter (Männchen) bzw. 3,5 bis 5,0 Millimeter lang (Weibchen). Die Arten der Gattung Orthocephalus sind sehr dunkel gefärbt und im Körperbau eher gedrungen und an das Springen angepasst. Die Fühler sind komplett schwarz. Orthocephalus saltator kann von der ähnlichen Art Orthocephalus coriaceus durch die bräunlichen statt schwarzen Schienen (Tibien) der Hinterbeine unterschieden werden. Männchen sind in der Regel voll geflügelt (makropter), Weibchen haben verkürzte (brachyptere) Hemielytren.

## Vorkommen und Lebensraum
Die Art ist in ganz Europa und Nordafrika, östlich bis in die Kaspische Region verbreitet. Sie wurde durch den Menschen in Nordamerika eingeschleppt. In Deutschland und Österreich ist sie weit verbreitet und in der Regel häufig und tritt auch in den höheren Lagen der Alpen auf. Besiedelt werden vor allem trockene und warme Orte.

## Lebensweise
Die Wanzen leben an Korbblütlern (Asteraceae), häufig an Kleinem Habichtskraut (Hieracium pilosella) und treten manchmal auch gemeinsam mit Orthocephalus coriaceus auf. Die flugfähigen Männchen können in der Nacht durch künstliche Lichtquellen angelockt werden. Wie auch Orthocephalus coriaceus kann man die adulten Wanzen von Anfang Juni bis Ende August, manchmal auch noch bis Anfang September beobachten.

## Belege